# Giovanni Pieraccini
Giovanni Pieraccini (Viareggio, 25 novembre 1918 – Viareggio, 14 luglio 2017) è stato un giornalista e politico italiano.

## Biografia

### Primi anni
Giovanni Pieraccini nacque a Viareggio il 25 novembre 1918 da Amelia Biagi e da Giovanni Pieraccini. Ebbe lo stesso nome del padre, Giovanni, in suo ricordo perché questi morì a causa dell'epidemia spagnola prima che lui nascesse, mentre era militare.
Negli anni Trenta frequentò il liceo-ginnasio Carducci della città di Viareggio che ebbe un'importanza fondamentale per la sua vita. Nonostante la dittatura, era una scuola non conformista, ispirata al crocianesimo, che gli insegnò il valore della libertà e il gusto della modernità e dell'avanguardia culturale.
Per questo motivo i due impegni principali della vita di Giovanni Pieraccini furono da sempre la politica e la cultura, senza che nessuno di questi due interessi sopraffacesse l'altro.

### Pisa e la guerra
Dopo il liceo continuò gli studi nel "Collegio Mussolini per le scienze corporative" (oggi Scuola superiore di studi universitari e di perfezionamento Sant'Anna), all'epoca guidato da Bottai, Ugo Spirito e Volpicelli, che ne avevano fatto una scuola corporativa per formare nuovi gerarchi. Fallirono perché il Collegio, come tutta la cultura pisana, si avviò verso l'antifascismo. Pisa era un centro culturale ricco di istituzioni e di personalità come Giovanni Gentile, Aldo Capitini, Guido Calogero e Luigi Russo e di una vasta fioritura di giovani “promesse”:  dagli allievi del collegio di quegli anni uscirono quattro ministri (Taviani, Ferrari Aggradi, Achille Corona e lo stesso Pieraccini), un sottosegretario (Danilo De' Cocci), dodici parlamentari e molte altre importanti personalità.
La vita accademica di Pieraccini fu perciò ricca di contatti politici, come con Ruggero Zangrandi, e di diffusione di idee antifascisme fin nello stesso GUF e nei Littoriali.
Pieraccini svolse per due anni un'attività intensa e fu chiamato alle armi all'inizio del 1941 alle armi nel 33º Reggimento Carristi di Parma (peraltro privo di carri armati).
Pieraccini prese una grave malattia e fu inviato ai servizi sedentari al distretto di Lucca dove visse tutto il periodo dalla caduta di Mussolini al disastro dell'8 settembre. Allora, rifugiatosi in Versilia a Marignana, tentò la formazione di un primo nucleo antifascista ma, denunciato, fu costretto a rifugiarsi a Firenze.

### Firenze
A Firenze Pieraccini aveva soltanto pochi amici e nessun legame politico ma riuscì a trovarne anche mediante la famiglia della futura moglie Vera Verdiani. Per primo lo aiutò Foscolo Lombardi, segretario della federazione socialista fiorentina (clandestina), e poi Carlo Ludovico Ragghianti, presidente del Comitato Toscano di Liberazione Nazionale (CTLN), ritrovato dopo i tempi della Normale di Pisa.
Pieraccini partecipò alle ultimissime azioni cittadine della Resistenza ed entrò a far parte della “Nazione del Popolo”, unico quotidiano della Resistenza la cui redazione era formata da importanti personalità politiche e culturali. La “Nazione del Popolo” uscì nel giorno stesso della liberazione, all'arrivo degli alleati e visse altri due anni fino alla caduta dei governi della resistenza. A Firenze nacque un nuovo giornale: “Il Nuovo Corriere”, di cui Pieraccini fu vice-direttore fino a quando nel 1948 fu eletto deputato e si trasferì a Roma chiudendo il capitolo fiorentino. Nel 1946 era stato eletto assessore alle prime elezioni democratiche comunali di Firenze, con il sindaco Fabiani.

### Gli anni socialisti
Si svolsero soprattutto dagli anni della Resistenza fino al 1963 e si possono distinguere in tre periodi:

#### Dal 1946 al 1953
Nel primo periodo avvenne il Congresso del Partito Socialista a Firenze nel 1946, durante il quale si manifestarono le due anime del partito: quella unitaria di sinistra e quella di un socialismo democratico, incominciate da Nenni e Saragat. Pieraccini si schierò a sinistra e partecipò alle lotte di corrente. Il 1947 fu un anno decisivo: si dissolse il Partito d'Azione e vennero nel partito socialista Riccardo Lombardi e Vittorio Foa con cui Pieraccini lavorò subito e Lussu di sinistra. Nello stesso 1947, al Congresso dell'Astoria a Roma si ebbe anche la scissione socialista (al Congresso della Storia a Roma) con la nascita del partito del "Partito Socialista dei Lavoratori italiani” (PSLI).
Il Congresso dell'Astoria decise la nascita del Fronte Popolare (PSI - PCI) con la Lista Unica per le elezioni. Pieraccini accettò il Fronte, ma si oppose alla Lista Unica e fu il primo promotore della mozione contro di essa e rimase in minoranza. Il risultato fu catastrofico con la schiacciante vittoria della DC e la grave sconfitta del Fronte (i Socialisti tornarono in parlamento in 48 su 115). Pieraccini fu eletto al Parlamento. Pieraccini e i suoi compagni decisero il Congresso Straordinario e la mozione “Riscossa Socialista”.
Il Congresso si tenne nel 1948 a Genova e le sinistre furono sconfitte. Nacque la mozione centrista, a cui appartenne anche Pieraccini, ma l'anno dopo (1949) le sinistre ebbero la rivincita ed esclusero dalla Direzione qualsiasi altra corrente. Furono alcuni anni di egemonia morandiana (con Nenni), che escluse da ogni incarico Pieraccini, Lombardi, Basso ed altri.

#### Dal 1953 al 1958
I governi centristi di De Gasperi si erano indeboliti e per questo fu proposta la cosiddetta "legge truffa" con il premio di maggioranza dal 50,1% al 65%. Questa proposta mise in movimento l'intera politica italiana perché diventò prioritario bloccare la legge.  Fu lo stesso Morandi a mettere in moto il partito socialista e richiamò all'impegno politico Pieraccini e gli altri della minoranza. Fra l'altro, agli inizi del 1953 il partito fece un Congresso per l'alternativa socialista e si presentò con le sue liste.  La legge “truffa” cadde. Lo stesso Morandi, con Nenni, preparò il Congresso di Torino del 1955 per il dialogo con “tutta la democrazia cristiana e Pieraccini vi partecipò. Morandi, tuttavia, morì nel 1955 ed emerse come nuovo leader carismatico Pietro Nenni a cui Pieraccini, dopo i vecchi contrasti, si avvicinò sempre di più, con un lavoro molto intenso e importante, finché nel 1958 diventò direttore dell'Avanti!.
Nel 1955 fu eletto Presidente della Repubblica Giovanni Gronchi, suo amico, anche con il sostegno socialista. Nel 1956 si ha il rapporto Chruščëv con le denunce dei delitti di Stalin e scoppia la rivolta d'Ungheria, schiacciata dai carri armati sovietici. Questo segnò la frattura, ormai irreversibile, del partito socialista con il partito comunista, sostenuta fermamente - insieme a Nenni - da Pieraccini. Sempre nel 1956 avvenne l'incontro a Plarognan, tra Nenni e Saragat. Nel 1957 si tenne il Congresso di Venezia, che fu una grande vittoria di politica dei socialisti come Pieraccini ma una votazione a inganno per ridurne la maggioranza.  Tuttavia, per l'azione degli economisti come Pieraccini il percorso non si fermò e anzi arrivò alla chiara vittoria del Congresso di Napoli, che aprì la strada al governo.

#### Dal 1958 al 1963
La vita dell'Avanti! non fu facile, innanzitutto per la mancanza di risorse finanziarie e poi per l'ostilità delle minoranze, ma ebbe comunque un notevole ruolo politico e culturale. Pieraccini, in quegli stessi anni, oltre a dirigere l'Avanti!, tenne rapporti con altre forze politiche, anche stranieri (socialisti francesi, laburisti inglesi e gli statunitensi kennediani). 

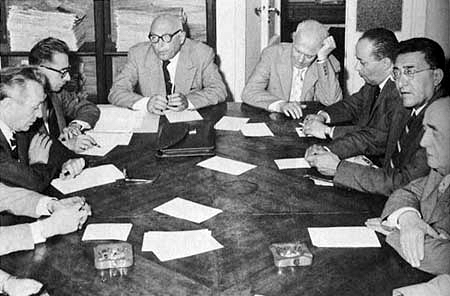
1960, Direzione PSI: da sinistra Achille Corona, Giovanni Pieraccini, Pietro Nenni, Sandro Pertini, Giacomo Brodolini, Riccardo Lombardi e Alberto Jacometti.

Fece un importante viaggio negli Stati Uniti d'America per cercare il sostegno per il nuovo centro-sinistra. Tenne poi importanti contatti con Fanfani, Grandi, La Pira, Moro e con la sinistra socialdemocratica.
Nel 1960 si ebbe il tentativo di rovesciare la politica di centro-sinistra con Tambroni, che fu sconfitto e lasciò il governo a Fanfani, con il quale Pieraccini teneva frequenti rapporti. Fu il primo governo di centro-sinistra, con l'appoggio esterno del Partito Socialista e con le prime grandi riforme.
A dicembre 1963 si giunse finalmente al primo governo Moro: Pieraccini lasciò l'Avanti! e divenne Ministro dei Lavori Pubblici.

## Il governo
Pieraccini entrò nel primo governo Moro come Ministro dei Lavori Pubblici. Dovette affrontare subito la tragedia del Vajont con molte decisioni a partire dalla punizione dei responsabili amministrativi della diga alla ricostruzione, esempio di programmazione territoriale sotto la guida di grandi urbanisti. Il secondo impegno fu quello di rimettere in corsa la riforma della legge urbanistica, dopo l'abbandono del disegno di legge fatto mettere a punto nei primi mesi del 1963 dal precedessore Fiorentino Sullo. Pieraccini fede predisporre un testo che per sommi capi riprendeva i contenuti del precedente, espungendo le parti che avevano suscitato le maggiori ostilità, progetto che, tuttavia, non arrivò neppure al Consiglio dei Ministri, così come era accaduto a quello di Sullo. Più che la minaccia di un colpo di stato militare (il "rumor di sciabole"), fu il tentativo di riforma urbanistica la vera causa della caduta del primo governo Moro, poiché il disegno di legge era fortemente avversato dalla grande destra economica e perfino dallo stesso presidente della Repubblica Antonio Segni.

Giuramento al Quirinale del 1º governo di centro-sinistra guidato da Aldo Moro.

Il secondo governo Moro nacque dopo una lunga riflessione dei socialisti sul se passare all'opposizione: fu alla fine deciso di restare al governo, per far fronte ai rischi che la democrazia correva, se fosse caduto il centro sinistra. In questo secondo governo Pieraccini diventò Ministro del Bilancio ed ebbe l'incarico di dar vita alla programmazione: ciò si tradusse nella legge del piano quinquennale 1966-1970, “Piano Pieraccini”, poi rimasto inadempiuto.
Negli anni settanta, fu anche Ministro della Marina e Ministro della Ricerca Scientifica.
Si allontanò gradualmente dalla sua intensa attività ed anche dalla politica del partito, ridotto a meno del 10% ed ininfluente dinanzi all'unità nazionale dell'incontro Moro-Berlinguer, che Pieraccini osteggiò decidendo, nel 1974,  di dimettersi dalla politica: la scelta lo divise dalla politica attiva.

## Gli impegni culturali
Pieraccini è stato presidente dell'INA Assitalia per circa dieci anni e presidente del Cantiere Navale SEC di Viareggio, che costruiva navi per il mercato internazionale. Nel 1986 fondò con Jean-Marie Drot, direttore dell'Accademia di Francia a Roma, RomaEuropa che diede vita al Romaeuropa Festival, ancora attivo e uno dei primi dieci festival europei di cultura con partecipanti provenienti da molte nazioni.
Promotore dell'arte, creò una vastissima rete di artisti, musicisti, letterati, anche stranieri, con i quali condusse molte battaglie culturali. Ebbe rapporti stretti con grandi personalità, per citarne alcuni: come De Chirico e Calder fra gli artisti, Petrassi e Boulez fra i musicisti, Octavio Paz fra i letterati insieme a quasi tutti gli italiani, Fellini e Pontecorvo e altri.
Con l'appoggio di questa vasta rete riuscì a creare un'importante collezione di opere d'arte, sia con donazioni che con acquisti a basso prezzo, in notevole parte donata alla Città di Viareggio per l'importante museo d'arte moderna e contemporanea GAMC, collegato alla vasta rete
Sviluppò rapporti permanenti con la Scuola Superiore Sant'Anna (erede del suo vecchio collegio) nei campi storico, economico ma soprattutto informatico-robotico. Simili impegni si svolsero con la Fondazione Turati per un assiduo lavoro in campo storico, sociologico, politico, artistico e per lo studio delle conseguenze politiche della robotica e dell'informatica.
Promotore dell'arte, ha commissionato per la stessa compagnia diverse litografie dei maggiori artisti contemporanei italiani.